# Vallerois-Lorioz
Vallerois-Lorioz est une commune française située dans le département de la Haute-Saône, la région culturelle et historique de Franche-Comté et la région administrative Bourgogne-Franche-Comté.

## Géographie

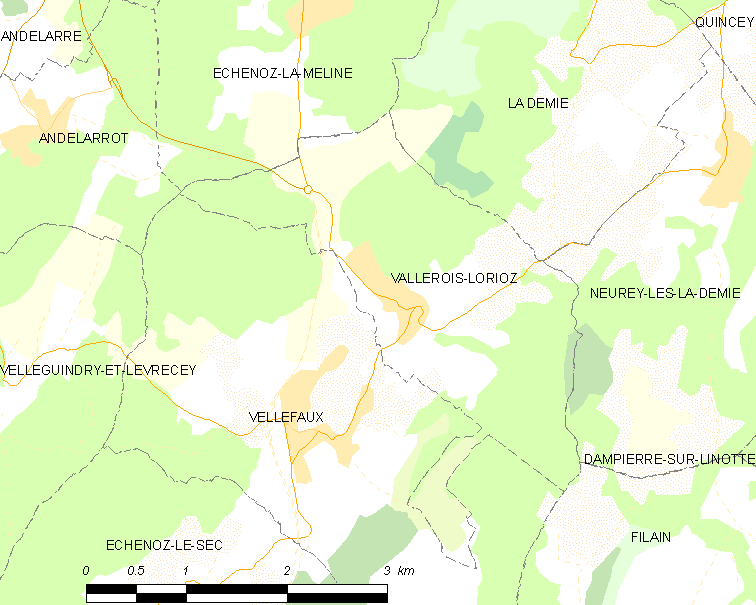
Situation de Vallerois-Lorioz.

### Climat
Pour des articles plus généraux, voir Climat de la Bourgogne-Franche-Comté et Climat de la Haute-Saône.
En 2010, le climat de la commune est de type climat de montagne, selon une étude du Centre national de la recherche scientifique s'appuyant sur une série de données couvrant la période 1971-2000. En 2020, Météo-France publie une typologie des climats de la France métropolitaine dans laquelle la commune est exposée à un climat semi-continental et est dans la région climatique  Lorraine, plateau de Langres, Morvan, caractérisée par un hiver rude (1,5 °C), des vents modérés et des brouillards fréquents en automne et hiver. 
Pour la période 1971-2000, la température annuelle moyenne est de 9,9 °C, avec une amplitude thermique annuelle de 16,9 °C. Le cumul annuel moyen de précipitations est de 1 105 mm, avec 13 jours de précipitations en janvier et 10 jours en juillet. Pour la période 1991-2020, la température moyenne annuelle observée sur la station météorologique de Météo-France la plus proche, « Frotey_sapc », sur la commune de Frotey-lès-Vesoul à 7 km à vol d'oiseau, est de 11,2 °C et le cumul annuel moyen de précipitations est de 914,2 mm. 
La température maximale relevée sur cette station est de 38,5 °C, atteinte le 25 juillet 2019 ; la température minimale est de −14,9 °C, atteinte le 20 décembre 2009,,. 
Les paramètres climatiques de la commune ont été estimés pour le milieu du siècle (2041-2070) selon différents scénarios d'émission de gaz à effet de serre à partir des nouvelles projections climatiques de référence DRIAS-2020. Ils sont consultables sur un site dédié publié par Météo-France en novembre 2022.

## Urbanisme

### Typologie
Au 1er janvier 2024, Vallerois-Lorioz est catégorisée commune rurale à habitat dispersé, selon la nouvelle grille communale de densité à sept niveaux définie par l'Insee en 2022.
Elle est située hors unité urbaine. Par ailleurs la commune fait partie de l'aire d'attraction de Vesoul, dont elle est une commune de la couronne,. Cette aire, qui regroupe 158 communes, est catégorisée dans les aires de 50 000 à moins de 200 000 habitants,.

### Occupation des sols
L'occupation des sols de Vallerois-Lorioz, telle qu'elle ressort de la base de données européenne d’occupation biophysique des sols Corine Land Cover (CLC), est marquée par l'importance des forêts et milieux semi-naturels (56 % en 2018), néanmoins en diminution par rapport à 1990 (57,9 %). La répartition détaillée en 2018 est la suivante : 
forêts (51,2 %), zones agricoles hétérogènes (26,9 %), terres arables (11,5 %), zones urbanisées (4,8 %), milieux à végétation arbustive et/ou herbacée (4,8 %), prairies (0,7 %). L'évolution de l’occupation des sols de la commune et de ses infrastructures peut être observée sur les différentes représentations cartographiques du territoire : la carte de Cassini (XVIIIe siècle), la carte d'état-major (1820-1866) et les cartes ou photos aériennes de l'IGN pour la période actuelle (1950 à aujourd'hui).

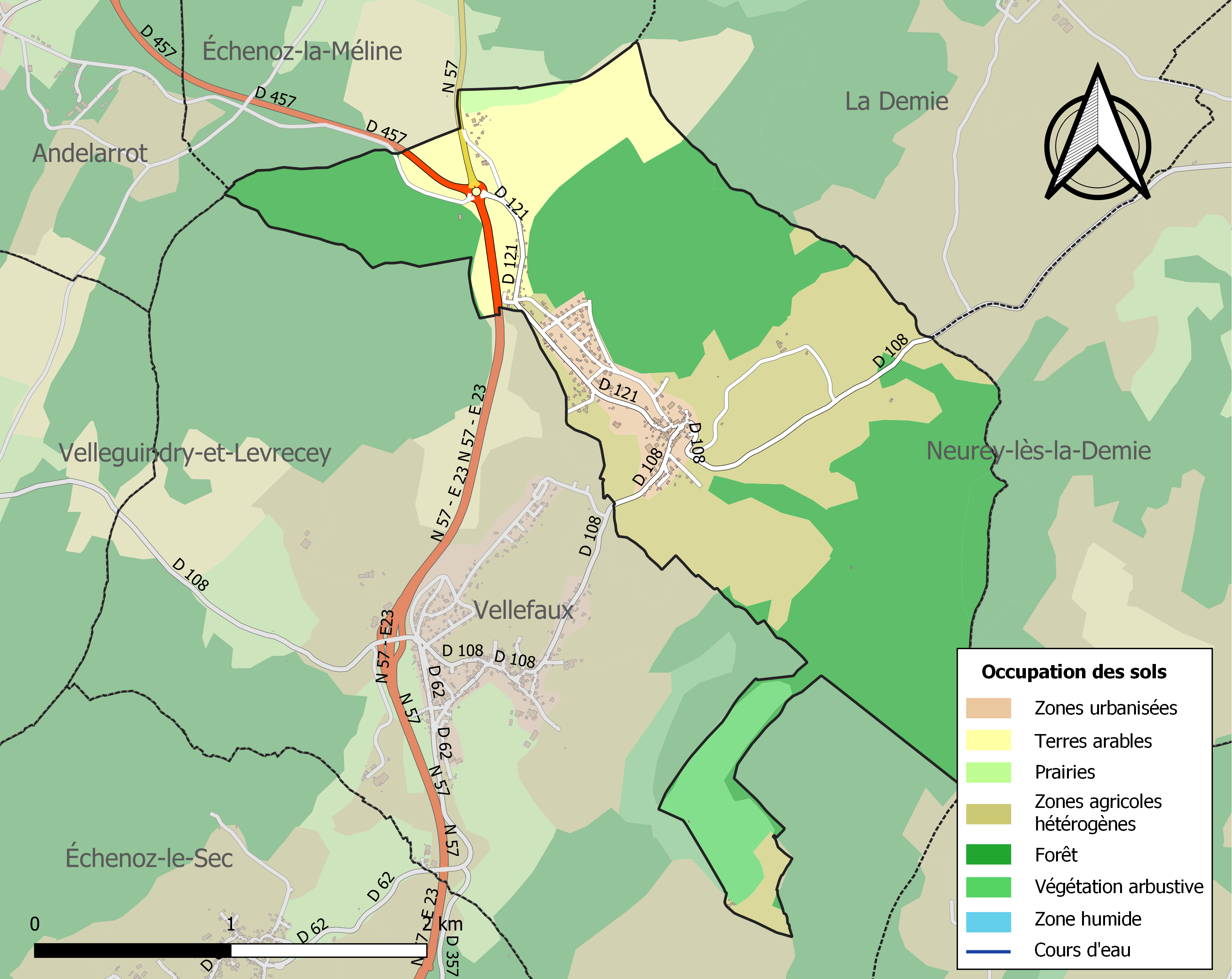
Carte des infrastructures et de l'occupation des sols de la commune en 2018 (CLC).

## Politique et administration

### Rattachements administratifs et électoraux
La commune fait partie de l'arrondissement de Vesoul, de la deuxième circonscription du département de la département de la Haute-Saône, et de la région Bourgogne-Franche-Comté.  Historiquement inscrite depuis 1801 dans le canton de Noroy-le-Bourg, Vallerois-Lorioz est désormais rattachée au canton de Villersexel, et ce depuis 2014.

### Intercommunalité
Vallerois-Lorioz était membre de la communauté de communes du Chanois, créée le 29 décembre 2000. Depuis le schéma départemental de coopération intercommunale de décembre 2011, la commune est membre depuis le 1er janvier 2014 de la communauté de communes du Pays de Montbozon et du Chanois  nouvelle structure politico-administrative regroupant 27 communes et environ 6 500 habitants.

### Liste des maires

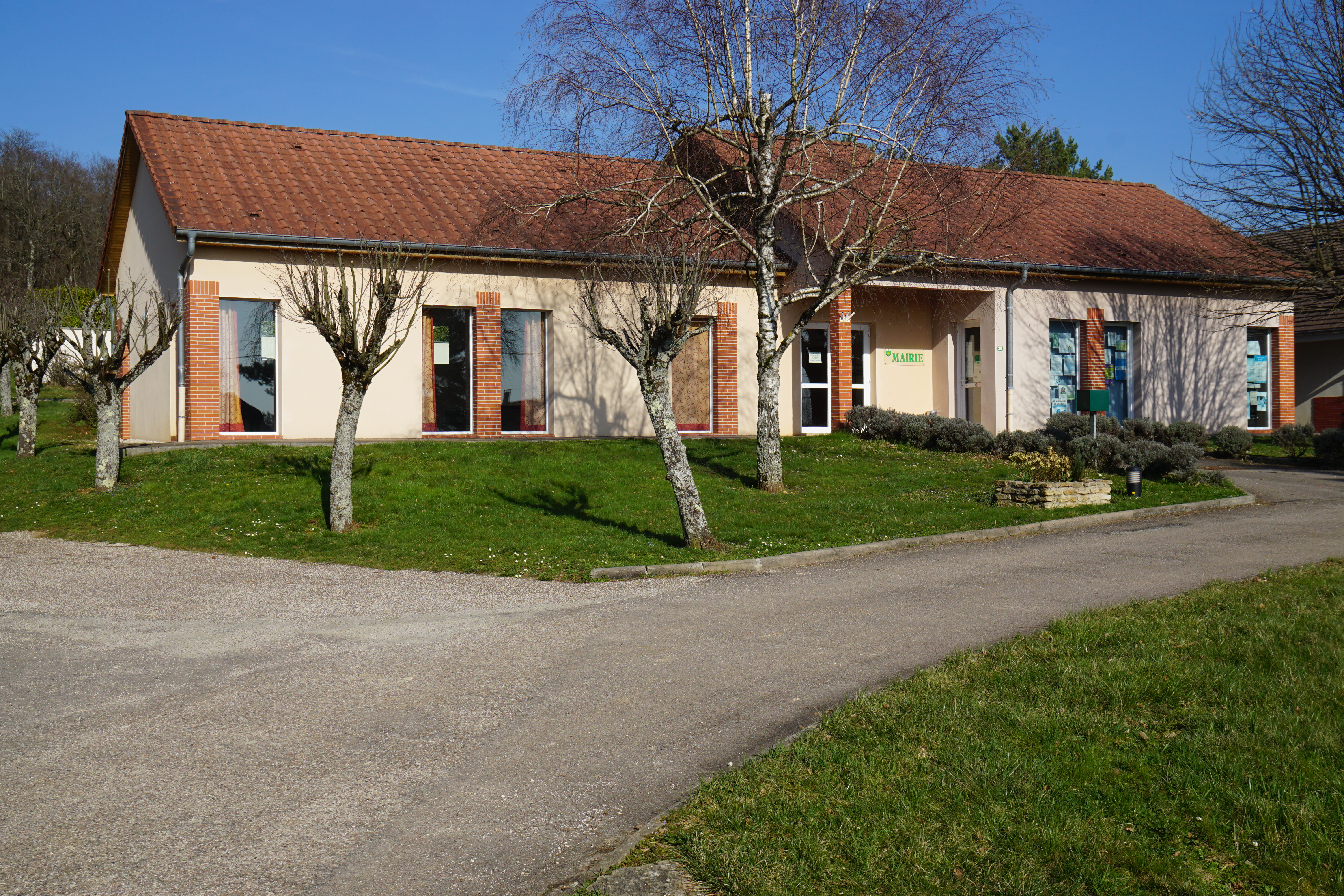
La mairie.

| Période                                  | Période   | Identité         | Étiquette | Qualité                                   |
| ---------------------------------------- | --------- | ---------------- | --------- | ----------------------------------------- |
| Les données manquantes sont à compléter. |           |                  |           |                                           |
| 1973                                     | 1983      | Claude Garret    |           | Agriculteur puis magasinier à Vesoul      |
| Les données manquantes sont à compléter. |           |                  |           |                                           |
| 1995                                     | mars 2008 | Claude Garret    |           | Agriculteur puis magasinier à Vesoul      |
| mars 2008                                | En cours  | Monique Gauthier |           | Retraitée Réélue pour le mandat 2014-2020 |

## Démographie
L'évolution du nombre d'habitants est connue à travers les recensements de la population effectués dans la commune depuis 1793. Pour les communes de moins de 10 000 habitants, une enquête de recensement portant sur toute la population est réalisée tous les cinq ans, les populations de référence des années intermédiaires étant quant à elles estimées par interpolation ou extrapolation. Pour la commune, le premier recensement exhaustif entrant dans le cadre du nouveau dispositif a été réalisé en 2007.

En 2022, la commune comptait 433 habitants, en évolution de +15,47 % par rapport à 2016 (Haute-Saône : −1,4 %, France hors Mayotte : +2,11 %).
| 1793 | 1800 | 1806 | 1821 | 1831 | 1836 | 1841 | 1846 | 1851 |
| ---- | ---- | ---- | ---- | ---- | ---- | ---- | ---- | ---- |
| 254  | 259  | 243  | 250  | 280  | 262  | 245  | 233  | 249  |

| 1856 | 1861 | 1866 | 1872 | 1876 | 1881 | 1886 | 1891 | 1896 |
| ---- | ---- | ---- | ---- | ---- | ---- | ---- | ---- | ---- |
| 226  | 242  | 205  | 179  | 177  | 150  | 153  | 142  | 145  |

| 1901 | 1906 | 1911 | 1921 | 1926 | 1931 | 1936 | 1946 | 1954 |
| ---- | ---- | ---- | ---- | ---- | ---- | ---- | ---- | ---- |
| 121  | 138  | 126  | 122  | 104  | 91   | 84   | 105  | 89   |

| 1962 | 1968 | 1975 | 1982 | 1990 | 1999 | 2006 | 2007 | 2012 |
| ---- | ---- | ---- | ---- | ---- | ---- | ---- | ---- | ---- |
| 92   | 94   | 151  | 198  | 205  | 206  | 325  | 342  | 365  |

| 2017 | 2022 | - | - | - | - | - | - | - |
| ---- | ---- | - | - | - | - | - | - | - |
| 370  | 433  | - | - | - | - | - | - | - |

## Lieux et monuments
- La chapelle Sainte-Anne, et sa statue, situées sur la colline du même nom.

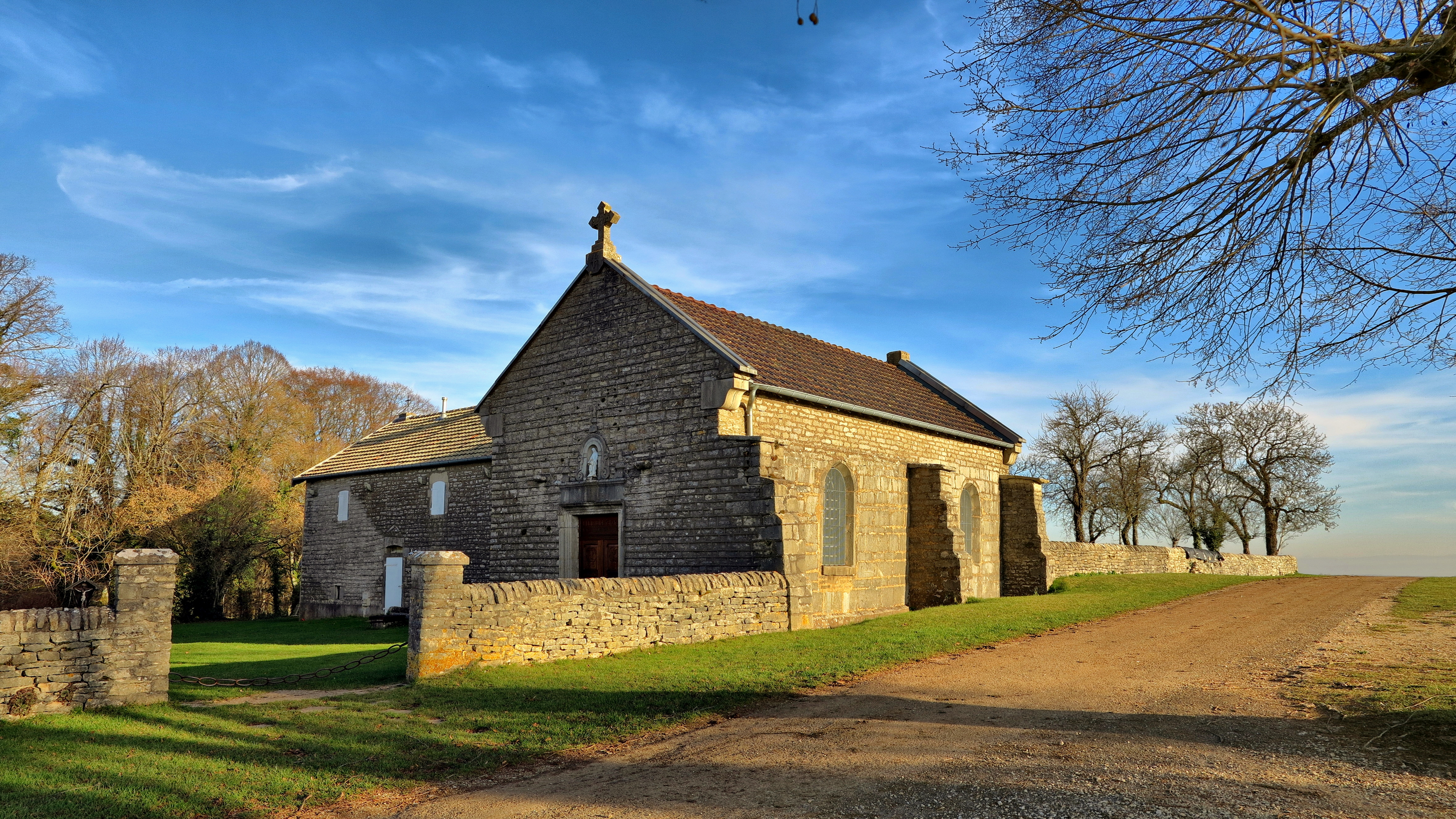
La chapelle Sainte-Anne.
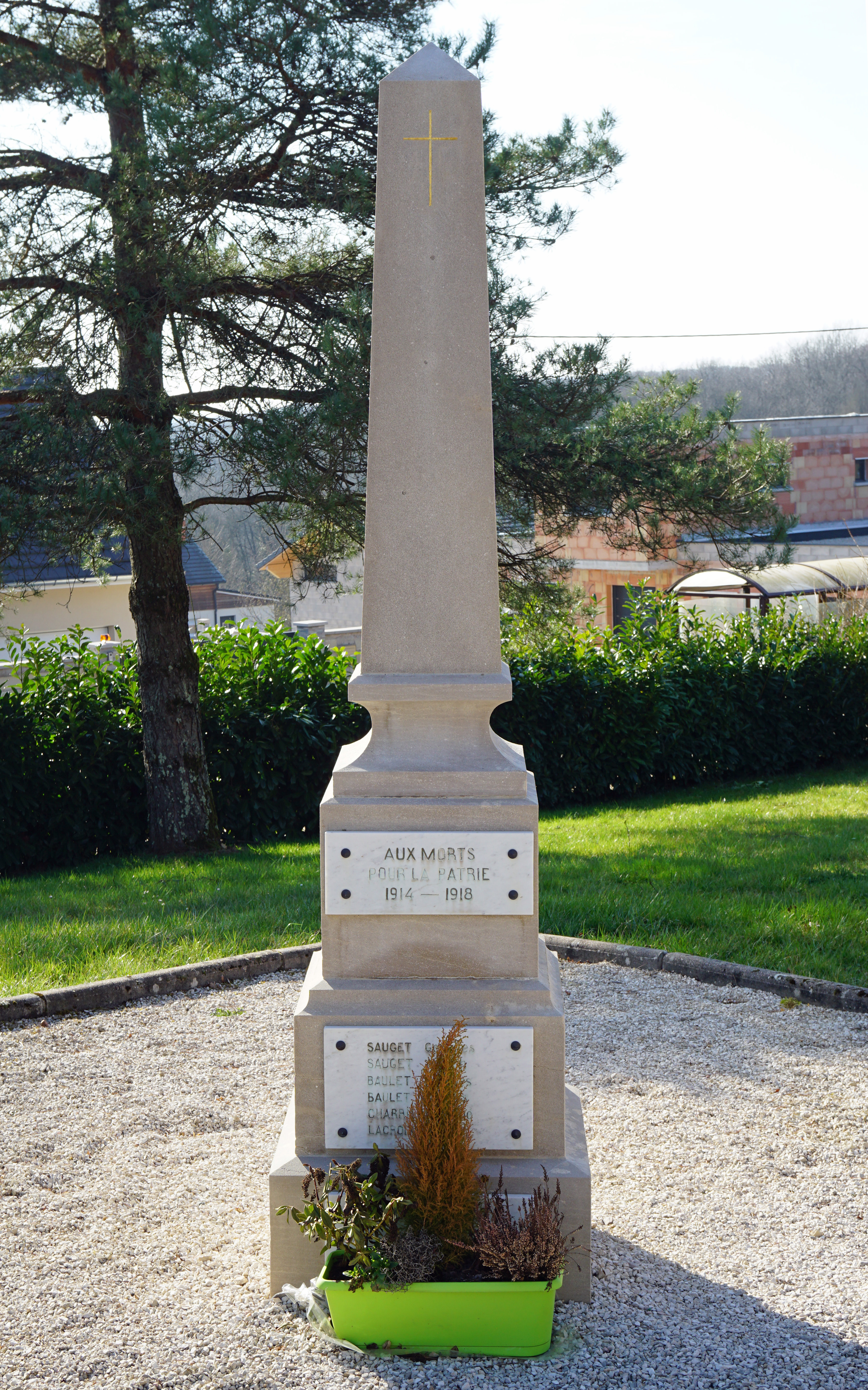
Le monument aux morts.
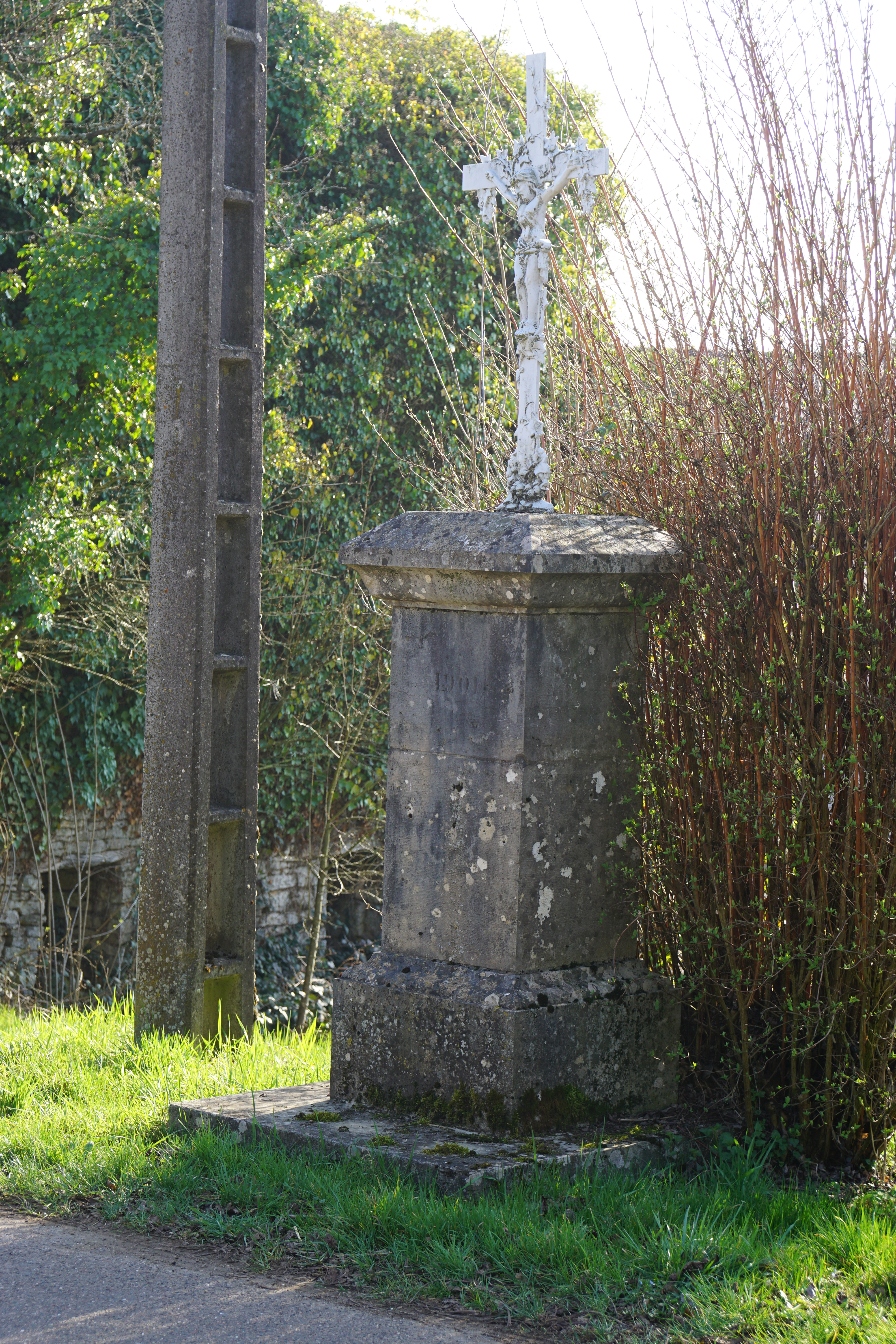
Calvaire.

### Héraldique
| Blason de Vallerois-Lorioz | Blason  | De sinople à la chapelle du lieu d'or; au chef d'argent chargé de trois coquilles d'or*.                                                                   |
| Blason de Vallerois-Lorioz | Détails | * Il y a là non-respect de la règle de contrariété des couleurs : ces armes sont fautives ( la superposition d'or sur argent est interdite en héraldique). |